# Stanton's Last Fling
Stanton's Last Fling è un cortometraggio muto del 1914 scritto e diretto da Charles M. Seay. Prodotto dalla Edison Company, aveva come interpreti Miriam Nesbitt, James LaFre, Charles E. Vernon, Kathleen Russell, William Leonard.

## Trama
La morte improvvisa del suo socio John Parker fece scoprire a Vincent Stanton di essere sull'orlo del fallimento: Parker, in vita, si era appropriato dei fondi della società e lui, adesso, per salvaguardare la sua onorabilità e quella della società era costretto a rifondere i debiti contratti con il proprio patrimonio. Dopo avere pensato al suicidio, Stanton aveva deciso di impiegare il poco che gli restava per un'ultima avventura sul continente.

A Biarritz, al tavolo da gioco, incontrò un uomo - evidentemente un nobile francese - che aveva viaggiato sul suo stesso treno per Dover e che aveva visto accompagnato da una bellissima ragazza. Il francese si presentò come cavaliere de Maupert, invitandolo a cena nel suo castello. Dopo cena, mentre aspettava il taxi, da una finestra del castello cadde ai piedi di Stanton un biglietto. Era quello di lady Angela Carruthers, la ragazza del treno, che gli chiedeva aiuto.

La signora era andata via da casa con il cavaliere per sposarsi in Francia. Ma lì arrivati, l'uomo le aveva chiesto come accordo matrimoniale la somma di centomila sterline. Avendo lei rifiutato, il francese l'aveva chiusa nella sua stanza, minacciandola di portarla nella sua tenuta delle Ardenne dove avrebbe avuto ragione della sua resistenza. Stanton, per salvare la giovane, pensò di corrompere l'autista del cavaliere: la mattina seguente, iniziando il suo viaggio, l'automobile con a bordo Angela e il suo rapitore si ruppe come per caso davanti a una locanda. Apparve Stanton che, presa la ragazza, si precipitò lungo la strada inseguito dal vendicativo francese che riuscirono alla fine a seminare solo grazie a un ponte levatoio. I due inglesi, ormai innamorati, proseguirono poi la loro fuga fino a un felice ritorno in patria.

## Produzione
Il film fu prodotto dalla Edison Company.

## Distribuzione
Distribuito dalla General Film Company, il film - un cortometraggio in una bobina - uscì nelle sale cinematografiche degli Stati Uniti il 3 gennaio 1914.